# Matías Zunino
Paulo Matías Zunino Escudero (n. Canelones, Uruguay; 20 de abril de 1990) es un futbolista uruguayo. Juega de interior o lateral derecho y actualmente se encuentra en el Club Atlético Progreso de Estación Atlántida de la Liga Regional de Soca OFI.

## Trayectoria
Realizó las divisiones formativas en Danubio Fútbol Club. En el año 2010, fue ascendido al primer equipo por el entrenador Jorge Giordano.
El 24 de abril de 2010, en la fecha 14 del Torneo Clausura, con 20 años y 4 días, debutó como profesional. Ingresó al minuto 78 para enfrentar a Peñarol en el estadio Jardines del Hipódromo, partido que su equipo perdió por 2 goles contra 1. Para el Torneo Apertura siguiente, no fue considerado, y jugó con la reserva del club. Para el Torneo Clausura de 2011, volvió a tener oportunidades. El 5 de marzo de 2011, disputó su segundo partido oficial, fue titular y estuvo en cancha los 90 minutos para enfrentar a Liverpool, en un partido que ganó su equipo 3 a 2.
El 14 de enero de 2020 fue anunciado como nuevo refuerzo de Liga Deportiva Universitaria de la Serie A de Ecuador, permaneció en el equipo ecuatoriano hasta finales de 2022 cuando terminó su contrato y no fue renovado.
El 27 de agosto de 2021 fue anunciado su retorno al Club Nacional de Football de Uruguay.

## Clubes y estadísticas
| Club                      | Año                      | PJ  | G  |
| ------------------------- | ------------------------ | --- | -- |
| Danubio Uruguay           | 2009-2015                | 38  | 2  |
| Sud América Uruguay       | 2013-2014                | 10  | 0  |
| El Tanque Sisley Uruguay  | 2014-2015                | 14  | 1  |
| El Tanque Sisley Uruguay  | 2015-2016                | 14  | 1  |
| Defensor Sporting Uruguay | 2015-2016                | 11  | 2  |
| Defensor Sporting Uruguay | 2016                     | 14  | 2  |
| Defensor Sporting Uruguay | 2017                     | 20  | 2  |
| Nacional Uruguay          | 2017                     | 10  | 3  |
| Nacional Uruguay          | 2018                     | 38  | 9  |
| Nacional Uruguay          | 2019                     | 21  | 2  |
| LDU de Quito Ecuador      | 2020                     | 25  | 5  |
| LDU de Quito Ecuador      | 2021                     | 29  | 3  |
| Nacional Uruguay          | 2021                     | 11  | 2  |
| Nacional Uruguay          | 2022                     | 7   | 1  |
| Boston River Uruguay      | 2023                     | 12  | 1  |
| Total de toda la carrera  | Total de toda la carrera | 274 | 36 |

## Palmarés

### Títulos nacionales
| Título               | Equipo                       | País    | Año     |
| -------------------- | ---------------------------- | ------- | ------- |
| Torneo Apertura      | Danubio                      | Uruguay | 2013    |
| Campeonato Uruguayo  | Danubio                      | Uruguay | 2013-14 |
| Torneo Apertura      | Defensor Sporting            | Uruguay | 2017    |
| Torneo Intermedio    | Nacional                     | Uruguay | 2018    |
| Supercopa Uruguaya   | Nacional                     | Uruguay | 2019    |
| Torneo Clausura      | Nacional                     | Uruguay | 2019    |
| Campeonato Uruguayo  | Nacional                     | Uruguay | 2019    |
| Supercopa de Ecuador | Liga Deportiva Universitaria | Ecuador | 2020    |
| Supercopa de Ecuador | Liga Deportiva Universitaria | Ecuador | 2021    |
| Campeonato Uruguayo  | Nacional                     | Uruguay | 2022    |
| Supercopa Uruguaya   | Liverpool                    | Uruguay | 2023    |

### Distinciones individuales
| Distinción                                                     | Año  |
| -------------------------------------------------------------- | ---- |
| El tapado de la fecha (12) del Campeonato Uruguayo para Referí | 2016 |
| Mejor jugador de la etapa del Campeonato Uruguayo - Fecha 12   | 2016 |
| Parte del equipo ideal del Campeonato Uruguayo para Referí     | 2016 |